# Bombek (herb szlachecki)
Bombek – polski herb szlachecki.

## Opis herbu
Opis z wykorzystaniem zasad blazonowania, zaproponowanych przez Alfreda Znamierowskiego:
Na tarczy dzielonej w słup, w polu I, dzielonym w pas po pięć róż czerwonych (2, 1, 2) w polu II, czerwonym, lew złoty, wspięty na koronie złotej.
Klejnot nieznany.
Labry: czerwone, podbite srebrem.

## Najwcześniejsze wzmianki
Według Ostrowskiego notowany w Polsce od XV wieku. Zachowała się pieczęć z tym herbem z 1713 roku.

## Herbowni
Ponieważ herb Bombek był herbem własnym, prawo do posługiwania się nim przysługuje tylko jednemu rodowi herbownemu:
Bombek. Tadeusz Gajl podaje jeszcze nazwisko Małkowski, ale jest to błędne odczytanie informacji Ostrowskiego, który podał, że Małkowskiemu nadano herb Bombek II.